# Super Aguri SA05
Der Super Aguri SA05 war der erste Formel-1-Rennwagen des neu gegründeten Super-Aguri-Teams und wurde 2006 in der ersten Hälfte der Saison eingesetzt.

## Technik und Entwicklung
Der SA05 war eine unter der Regie von Mark Preston und einigen weiteren ehemaligen Arrows-Ingenieuren nur geringfügig überarbeitete Spezifikation des bereits auf das Jahr 2002 zurückgehenden Arrows A23. Nach dem Zusammenbruch des Rennstalls Mitte der Saison hatte Paul Stoddart für sein Minardi-Team als Teil der Konkursmasse unter anderem mehrere bereits fertiggestellte A23-Chassis erworben, die als Minardi PS04 in der Saison 2004 eingesetzt werden sollten. Die Fahrzeuge fuhren jedoch nie und gelangten schließlich nach dem Aufkauf des Teams durch Red Bull Ende 2005 und dem folgenden Verkauf nicht benötigten Inventars wiederum in die Hände von Super Aguri. Der japanische Neueinsteiger hatte die Chassis notgedrungen erwerben müssen, da die ursprünglich anvisierte Übernahme der BAR 007 von British American Racing aus der Saison 2005 nicht zustande kam.
Im Gegensatz zum eng verbundenen Team Honda Racing bezog Super Aguri in der Saison 2006 die Bereifung der Fahrzeuge von Bridgestone – beide Teams setzten jedoch Treibstoff von INEOS ein. Die Motorisierung stammte von Honda – der Honda RA806E wurde auch im Werksteam eingesetzt und entwickelte bis zu 750 PS bei 19.500 Umdrehungen pro Minute. Weitere Komponenten wie das Siebenganggetriebe wurden von Super Aguri selbst bereitgestellt.

## Lackierung und Sponsoring
Die Fahrzeuge erschienen in weißer Grundlackierung mit roten Akzenten, die an das Herkunftsland Japan und insbesondere den wichtigen Werkspartner Honda angelehnt war. Zusätzlich wurden minimale kontrastierende Elemente in Schwarz eingefügt. Das Team trat praktisch ohne Sponsor an – der einzige externe Geldgeber war neben Reifenlieferant Bridgestone und Honda die japanische Modemarke Samantha Kingz.

## Fahrer und Saisonverlauf
Als erster Fahrer wurde der Japaner Takuma Satō verpflichtet, der nach dem Verlust seiner direkten Förderung durch Honda Ende der Saison 2005 zugunsten von Rubens Barrichello aus dem Werksteam (ex-BAR) entlassen wurde. Er pilotierte den Wagen mit der Startnummer 22. Sein Teamkollege wurde der amtierende Vizemeister der Formel Nippon, Yūji Ide, der als zweiter Fahrer mit der Startnummer 23 antrat. Dritte Fahrer waren der Franzose Franck Montagny und der Japaner Sakon Yamamoto. Ersterer ersetzte Ide zum Großen Preis von Europa auf dem Nürburgring nach nur vier Rennen, da das Team einer Empfehlung der FIA nahekam, Ide nicht mehr als Formel-1-Piloten einzusetzen. Vorausgegangen waren große Zweifel an der Tauglichkeit des unerfahrenen Japaners nach einer Reihe von Unfällen und Fehlern, in deren Folge er eine Woche nach seiner Degradierung endgültig seine Superlizenz verlor.
Der SA05 wurde bei 11 von 18 Saisonrennen eingesetzt, es konnten jedoch mit dem nicht konkurrenzfähigen Fahrzeug keine Punkte erzielt werden. Insbesondere Ide war zeitweise mehrere Sekunden pro Runde langsamer als die Konkurrenz und chancenlos, während Satōs einzige Lichtblicke einige rundenlange Kämpfe mit den Fahrzeugen der Neueinsteiger Midland F1 und Toro Rosso blieben. Zum Großen Preis von Deutschland auf dem Hockenheimring wurde der SA05 zugunsten des Nachfolgers SA06 ausgemustert.

## Resultate
| Fahrer               | Nr.                  | 1   | 2   | 3  | 4   | 5   | 6   | 7   | 8  | 9   | 10  | 11  | 12 | 13 | 14 | 15 | 16 | 17 | 18 | Punkte | Rang |
| -------------------- | -------------------- | --- | --- | -- | --- | --- | --- | --- | -- | --- | --- | --- | -- | -- | -- | -- | -- | -- | -- | ------ | ---- |
| Formel-1-Saison 2006 | Formel-1-Saison 2006 |     |     |    |     |     |     |     |    |     |     |     |    |    |    |    |    |    |    | 0      | 11.  |
| T. Satō              | 22                   | 18  | 14  | 12 | DNF | DNF | 17  | DNF | 17 | 15  | DNF | DNF |    |    |    |    |    |    |    | 0      | 11.  |
| Y. Ide               | 23                   | DNF | DNF | 13 | DNF |     |     |     |    |     |     |     |    |    |    |    |    |    |    | 0      | 11.  |
| F. Montagny          | 23                   |     |     |    |     | DNF | DNF | 16  | 18 | DNF | DNF | 16  |    |    |    |    |    |    |    | 0      | 11.  |

| Legende  | Legende            | Legende                                                          |
| Farbe    | Abkürzung          | Bedeutung                                                        |
| -------- | ------------------ | ---------------------------------------------------------------- |
| Gold     | –                  | Sieg                                                             |
| Silber   | –                  | 2. Platz                                                         |
| Bronze   | –                  | 3. Platz                                                         |
| Grün     | –                  | Platzierung in den Punkten                                       |
| Blau     | –                  | Klassifiziert außerhalb der Punkteränge                          |
| Violett  | DNF                | Rennen nicht beendet (did not finish)                            |
| Violett  | NC                 | nicht klassifiziert (not classified)                             |
| Rot      | DNQ                | nicht qualifiziert (did not qualify)                             |
| Rot      | DNPQ               | in Vorqualifikation gescheitert (did not pre-qualify)            |
| Schwarz  | DSQ                | disqualifiziert (disqualified)                                   |
| Weiß     | DNS                | nicht am Start (did not start)                                   |
| Weiß     | WD                 | zurückgezogen (withdrawn)                                        |
| Hellblau | PO                 | nur am Training teilgenommen (practiced only)                    |
| Hellblau | TD                 | Freitags-Testfahrer (test driver)                                |
| ohne     | DNP                | nicht am Training teilgenommen (did not practice)                |
| ohne     | INJ                | verletzt oder krank (injured)                                    |
| ohne     | EX                 | ausgeschlossen (excluded)                                        |
| ohne     | DNA                | nicht erschienen (did not arrive)                                |
| ohne     | C                  | Rennen abgesagt (cancelled)                                      |
| ohne     | keine WM-Teilnahme |                                                                  |
| sonstige | P/fett             | Pole-Position                                                    |
| sonstige | 1/2/3/4/5/6/7/8    | Punktplatzierung im Sprint-/Qualifikationsrennen                 |
| sonstige | SR/kursiv          | Schnellste Rennrunde                                             |
| sonstige | *                  | nicht im Ziel, aufgrund der zurückgelegten Distanz aber gewertet |
| sonstige | ()                 | Streichresultate                                                 |
| sonstige | unterstrichen      | Führender in der Gesamtwertung                                   |